# Edmond Perrier
Jean Octave Edmond Perrier (Tulle, 1844- París, 1921) fue un naturalista, zoólogo y botánico francés autor de la teoría colonial del origen de los organismos.

## Biografía
Tras estudiar en la Escuela Normal Superior, Perrier comienza a trabajar como ayudante naturalista en el Museo Nacional de Historia Natural. Después de doctorarse con una tesis sobre equinodermos, trabaja durante varios años como profesor en la Escuela Normal Superior y más tarde en el Museo, del que es nombrado director en 1900 y hasta 1919.

## Obra
La teoría colonial de Perrier está basada en dos grandes leyes: la ley de la organización y la ley de la independencia de los elementos anatómicos.
Al igual que Haeckel, Perrier distingue distintos individuos orgánicos: plástido, mérido, zoido y deme.

## Algunas publicaciones
- Eugénique et biologie. 20 pp.
- 1898. L'origine des vertébrés. Ed. Gauthier-Villars & fils. 8 pp.

### Libros
- 1881. Les Colonies animales et la Formation des organismes. Paris, G.Masson
- 1882. Anatomie et physiologie animales Paris
- 1882. Les Principaux types des êtres vivants des cinq parties du monde Paris
- charles Darwin, edmond Perrier. 1882. Role des vers de terre dans la formation de la terre végétale. Ed. C. Reinwald. 264 pp.
- 1884. La Philosophie zoologique avant Darwin. Paris, Germer Baillière. 292 pp. (biografía de Lamarck. Reeditó BiblioBazaar, 304 pp. ISBN 1110993129
- 1885. Trait de Zoologie, vol. 3. Reimpresa en 2010 por Nabu Press. 240 pp. ISBN 114904489
- 1886. Les Explorations sous-marines Paris
- 1887. Notions de zoologie, enseignement secondaire spécial
- 1887. L’intelligence des animaux Paris, 2 vols.
- 1888. Le Transformisme Paris
- 1888. Éléments d’anatomie et de physiologie animales Paris
- 1895. Elements de Zoologie. 387 pp.
- 1902. Tachygénèse ou accélération embryogénique con Charles Gravier, ed. G.Masson
- 1910. La Femme dans la nature, dans les moeurs dans la légende, dans la société Paris, Maison d’Edition Bong & Cie
- 1911. La vie dans les planètes Ed. de la revue
- 1912. Les robes de noces des animaux Ed. Plon
- 1920. La Terre avant l’Histoire. Les Origines de la Vie et de l’Homme. París, „La Renaissance du livre“
- 1921. A travers le monde vivant
- 1928. Développement embryogénique des Vertébrés allantoidiens: Les Reptiles. Ed. Masson. 3.118 pp.
- 1931. Les oiseaux. 3.341 pp.

- La abreviatura «E.Perrier» se emplea para indicar a Edmond Perrier como autoridad en la descripción y clasificación científica de los vegetales.[1]